# FeMoco
O Cofator de Ferro-Molibdênio ou FeMoco é o cofator primário da enzima nitrogenase e um composto organometálico. A nitrogenase é a enzima que catalisa a conversão de moléculas de nitrogênio atmosférico N
2
 em amônia (NH
3
) através do processo conhecido como fixação biológica de nitrogênio. Por conter ferro e molibdênio, o cofator é chamado FeMoco. Sua estequiometria é Fe
7MoS
9C
.

## Estrutura

Estrutura do cofator FeMoco mostrando os sítios de ligação à nitrogenase Os aminoácidos cisteína (Cys) e histidina (His) estão indicados.

O cofator FeMo é um cluster com composição Fe
7MoS
9C
. Este agregado pode ser visto como um cluster de ferro-enxofre modificado composto por duas subunidades compostas de um cluster Fe
4S
3
 e um cluster MoFe
3S
3
. Os dois clusters são ligados por três ligantes de sulfeto (chamados de “enxofres equatoriais”) e um átomo de carbono intersticial central hexacoordenado, o qual está ligado a seis ferros por ligações 3c-2e (essas ligações diretas Fe–C tornam esse cofator um composto organometálico). A subunidade contendo exclusivanente átomos de ferro é ancorada à proteína por uma ligação com o grupo lateral sulfeto de um aminoácido cisteína. Ele também é ligado a três sulfetos, resultando em geometria molecular tetraédrica. Os seis centros de Fe adicionais no cluster são cada um ligado a três sulfetos e ao carboneto central. Esses seis centros Fe internos definem um arranjo prismático trigonal em torno do centro de carboneto. Os estados de oxidação dos átomos de ferro são em parte +2 e em parte +3. O molibdênio é ligado a três sulfetos e é ancorado à proteína pelo grupo imidazol de um resíduo de histidina. Também ligado ao Mo está um cofator homocitrato bidentado, levando à geometria octaédrica. Seu estado de oxidação foi definido recentemente como +3. A análise cristalográfica da proteína MoFe revelou inicialmente a geometria e a composição química do FeMoco, posteriormente confirmada por estudos de estrutura fina de absorção de raios X estendida (EXAFS). As distâncias Fe-S, Fe-Fe e Fe-Mo foram determinadas como 2,32, 2,64 e 2,73 Å, respectivamente.

## Biossíntese
A biossíntese de FeMoco é um processo complicado que requer vários produtos do gene Nif, especificamente os de nifS, nifQ, nifB, nifE, nifN, nifV, nifH, nifD e nifK (expressos como as proteínas NifS, NifU, etc.). A montagem de FeMoco é proposta para ser iniciada por NifS e NifU que mobilizam Fe e sulfeto em pequenos fragmentos Fe-S. Esses fragmentos são transferidos para o andaime NifB e organizados em um cluster Fe
7MoS
9C
 antes da transferência para a proteína NifEN (codificada por nifE e nifN) e rearranjados antes da entrega à proteína MoFe. Vários outros fatores participam da biossíntese. Por exemplo, NifV é a homocitrato sintase que fornece homocitrato para FeMoco. NifV, um fator proteico, é proposto para estar envolvido no armazenamento e/ou mobilização de Mo. A proteína Fe é o doador de elétrons para a proteína MoFe. Esses fatores biossintéticos foram elucidados e caracterizados com as funções e sequência exatas confirmadas por análises bioquímicas, espectroscópicas e estruturais.

## Identidade do átomo central
Desde a descoberta do cofator FeMoco, a identidade do átomo central (atualmente confirmado como um carbono) permaneceu desconhecida por um longo tempo. As análises iniciais do complexo levaram à proposta de uma estrutura "oca", pois a resolução não era suficiente para encontrar o átomo no centro da estrutura, o que gerou discussão sobre o estranho estado tricoordenado dos átomos de ferro, uma configuração muito incomum para esse elemento. Chegou-se a teorizar que a molécula do gás nitrogênio era reduzida dentro dessa suposta cavidade oca. Algum tempo depois, com uma análise de melhor resolução, esse átomo central foi finalmente detectado e mostrado estar ligado aos ferros (que eram na realidade tetracoordenados), porém ainda não era possível discernir com exatidão de que elemento ele se tratava (sabia-se apenas que deveria ser um átomo leve do segundo período, como N, C ou O, e não um S ou outro átomo maior). Por algum tempo, esse átomo desconhecido (frequentemente simbolizado pela letra X em muitos artigos científicos) foi teorizado como um provável nitrogênio remanescente da redução do gás N
2
, até que uma análise mais aprofundada realizada em 2011 confirmou que se tratava de um átomo de carbono. Ainda não se conhece a função exata desse carbono central, mas ele parece ser responsável por manter uma posição rígida dos átomos de ferro em torno de si, estabilizando o cluster.
As três proteínas que desempenham um papel direto na síntese do cluster M são NifH, NifEN e NifB. A proteína NifB é responsável pela montagem do núcleo Fe-S do cofator; um processo que envolve a costura de dois clusters [4Fe-4S]. NifB pertence à superfamília de enzimas SAM (S-adenosil-L-metionina). Durante a biossíntese do cofator FeMo, NifB e seu cofator SAM estão diretamente envolvidos na inserção de um átomo de carbono no centro do complexo Fe-S. Um equivalente de SAM doa um grupo metil, que se torna o carboneto intersticial do cluster M. O grupo metil de SAM é mobilizado pela remoção radical de um H por um radical 5'-desoxiadenosina (5'-dA·). Presumivelmente, um radical transitório –CH
2
· é formado e posteriormente incorporado ao cluster metálico formando uma espécie de carboneto Fe6 . O carbono intersticial permanece associado ao cofator FeMo após a inserção na nitrogenase. A natureza do átomo central em FeMoco como uma espécie de carbono foi identificada em 2011. A abordagem para a identificação baseou-se em uma combinação de marcação 13C/15N e espectroscopia EPR pulsada, bem como estudos cristalográficos de raios X em resolução atômica total. Além disso, a difratometria de raios X foi usada para verificar se havia um átomo de carbono central no meio do cofator FeMo e estudos espectroscópicos de emissão de raios X mostraram que o átomo central era carbono devido à transição carbono-ferro 2p→1s. O uso da cristalografia de raios X mostrou que, embora o cofator FeMo não esteja em sua forma catalítica, o carbono mantém a estrutura rígida, o que ajuda a descrever a reatividade da nitrogenase.

## Propriedades eletrônicas
De acordo com a análise por espectroscopia de ressonância paramagnética eletrônica, o estado de repouso do cofator FeMo tem um estado de spin de S=3/2. Após a redução de um elétron, o cofator se torna silencioso EPR. Entender o processo no qual um elétron é transferido no aduto de proteína mostra um modelo cinético mais preciso do cofator FeMo. Cálculos da teoria funcional da densidade, bem como o refinamento da dispersão anômala espacialmente resolvido sugeriram que o estado de oxidação formal éMoIV-2FeII-5FeIII-C4−-H+, mas os estados de oxidação "verdadeiros" não foram confirmados experimentalmente.

## Ligação do substrato
A localização da ligação do substrato ao complexo ainda não foi esclarecida. Acredita-se que os átomos de Fe mais próximos do carbono intersticial participem da ativação do substrato, mas o molibdênio terminal também é um candidato para fixação de nitrogênio. Estudos cristalográficos de raios X utilizando proteína MoFe e monóxido de carbono (CO), que é isoeletrônico ao dinitrogênio, demonstraram que o monóxido de carbono está se ligando à borda Fe2-Fe6 do FeMoco. [14] Estudos adicionais mostraram a ligação simultânea de duas moléculas de CO ao FeMoco, fornecendo uma base estrutural para a química biológica do tipo Fischer-Tropsch. Estudos de incorporação de Se em combinação com cristalografia de raios X resolvida no tempo evidenciaram grandes rearranjos estruturais na estrutura FeMoco após eventos de ligação do substrato.

## Mecanismo catalítico proposto

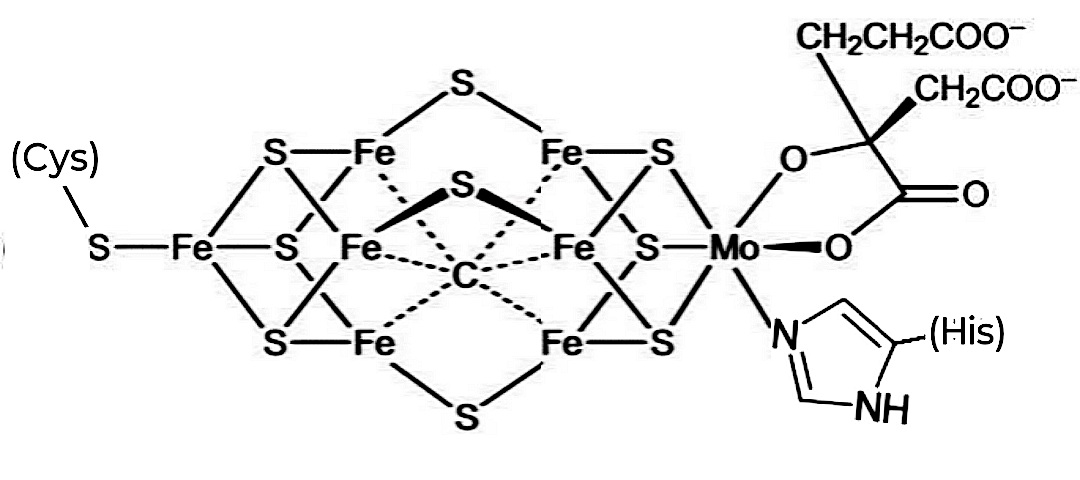
Estado de repouso (E0) do cofator FeMoco.

Embora o mecanismo da redução do gás nitrogênio pelo cofator FeMoco ainda não seja totalmente esclarecido, há estudos e evidências que apontam para um mecanismo provável.  Nesse mecanismo proposto, o FeMoco recebe oito elétrons (um de cada vez) a partir da enzima nitrogenase redutase por intermédio do cluster P presente na própria enzima nitrogenase, de forma que o cofator alterna ciclicamente entre nove estados possíveis:
- E0 - o estado original, como mostrado na imagem acima.

- E1 - o cofator recebe um íon H+ e 1 elétron; um dos íons Fe3+ é reduzido para Fe2+. O hidrogênio recebido fica ligado a um dos enxofres equatoriais da estrutura (aqueles na altura do carbono central), que fica na forma de um grupo sulfidrila (-SH) entre dois átomos de ferro.

- E2 - o cofator recebe mais um próton e mais um elétron. Esse elétron reduz outro átomo de ferro do estado +3 para o +2; em seguida o H+ oxida os Fe2+ a Fe3+ e é reduzido a um equivalente de hidreto (H–), que fica ligado covalentemente entre esses dois ferros (formando, assim, uma ligação covalente tricentrada Fe--H--Fe).

- E3 - o cofator recebe mais um elétron e  outro íon hidrogênio. Outro ferro +3 é reduzido a +2 e o hidrogênio se liga a outro atomo de enxofre equatorial do cluster (semelhante ao estado E1).

- E4 - Semelhante ao estado E2, outro par H+/e- é recebido. O elétron reduz novamente um ferro +3 a +2 e o íon hidrogênio se liga novamente entre dois ferros como um equivalente de hidreto, com o ferro reduzido na reação anterior sendo novamente oxidado, formando uma ponte [FeIII--H--FeII--H--FeIII] (com o ferro central divalente localizado próximo ao molibdênio). É nesta etapa que o cofator FeMoco está ativado para ligar-se ao gás nitrogênio, e o N
2

 se liga ao ferro divalente ligado aos dois hidretos deslocando-os como gás H
2
 e deixando o átomo de ferro central reduzido ao estado de oxidação zero (eliminação redutiva). É nesse suposto ferro zerovalente, localizado próximo ao átomo de molibdênio, que o N
2
 permanece ligado, sob a forma de um complexo de retrodoação pi de dinitrogênio estabilizado pelo baixo estado de valência do ferro. O complexo [Fe0{\displaystyle \leftarrow }N≡N], então, altera-se para [FeII{\displaystyle \leftarrow }N-=N-] (mudança da ligação tripla do dinitrogênio para uma ligação dupla e consequente enfraquecimento dessa ligação) e abstrai os hidrogênios dos grupos -SH vizinhos para formar um equivalente de diazeno [Fe{\displaystyle \leftarrow }NH=NH]. 

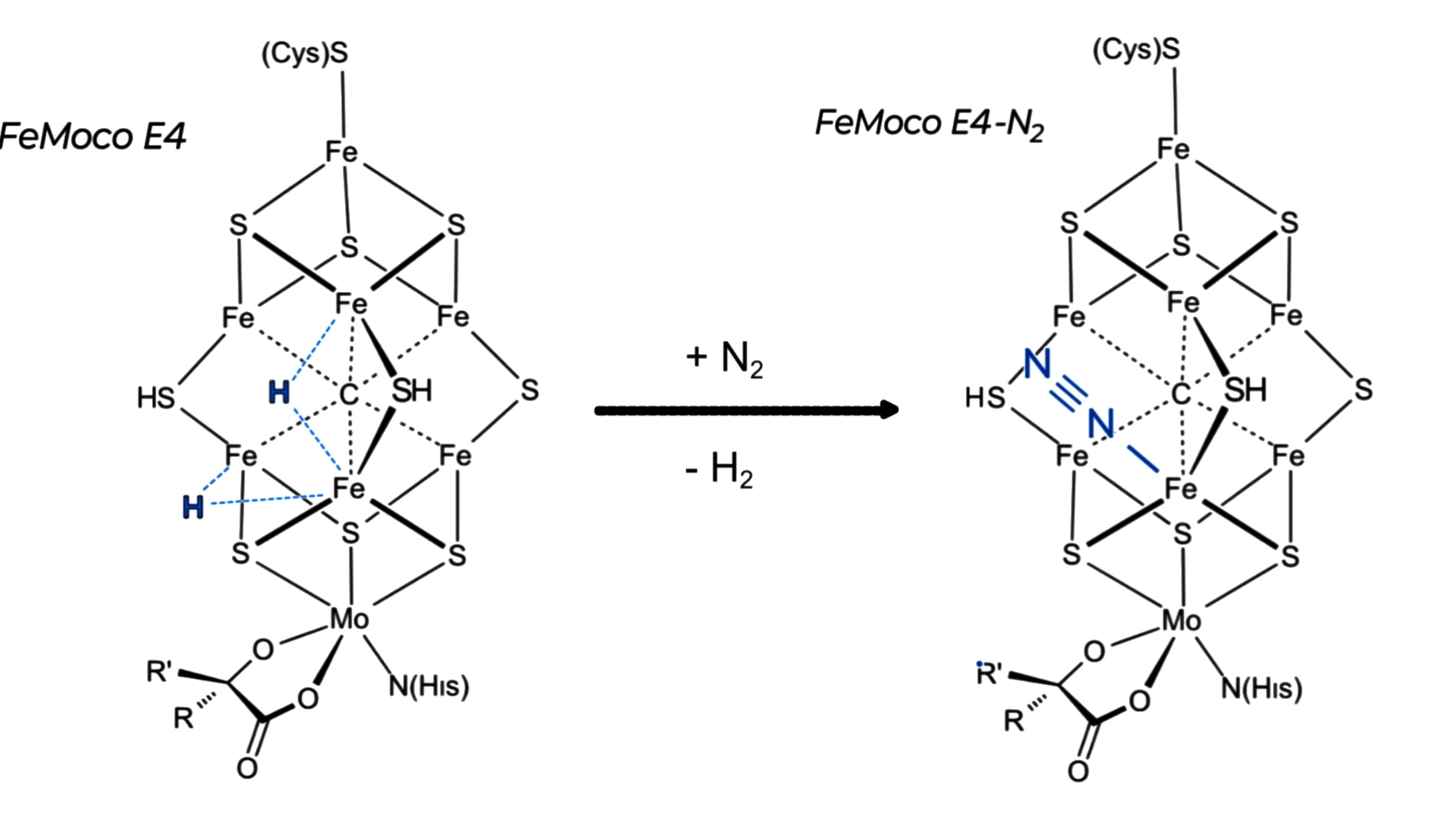
Estrutura proposta do cofator de Ferro-Molibdênio (FeMoco) no estado E4, antes e depois de ligar-se à molécula de nitrogênio.

- E5 - mais um par H+/e- é recebido pelo cofator, ligando-se como hidreto aos ferros, mas rapidamente reduzindo o equivalente diazeno  [FeII{\displaystyle \leftarrow }NH=NH] para um equivalente hidrazinil, [FeIII–NH–NH
2

]
- E6 - mais um par próton-elétron é recebido, com formação transitória de hidreto, que reduz o equivalente de hidrazinil [FeIII–NH–NH
2

] a um equivalente de hidrazina, [FeII{\displaystyle \leftarrow }NH
2
–NH
2
].
- E7 - mais um par próton-elétron é recebido, com formação transitória de hidreto, que reduz o equivalente de hidrazina [FeII{\displaystyle \leftarrow }NH
2

–NH
2
] para um derivado amideto [FeIII–NH
2
] com liberação de uma molécula de amônia (NH
3
).
- E8 - o último par elétron-próton é recebido, com formação transitória de hidreto, o qual reduz o equivalentede amideto [FeIII–NH
2

] para um equivalente complexo amino [FeII{\displaystyle \leftarrow }NH
3
], que rapidamente se decompõe liberando uma segunda molécula de amônia, retornando o cofator de volta ao estado E0 reiniciando o ciclo.

A forma ativa de fato do cofator é o estado E4, no qual o FeMoco foi reduzido por 4 elétrons ao mesmo tempo em que ligou-se a quatro íons H+, sendo dois desses íons ligados a átomos de enxofre do cluster (convertendo os ligantes sulfeto em hidrossulfeto), porém os outros dois H+ são reduzidos a equivalentes de hidreto aniônico e ligam-se diretamente a átomos de ferro, constituindo, dessa forma, uma raríssima instância de um complexo de hidreto metálico em sistemas biológicos.
O gás nitrogênio liga-se ao cofator quando este está no estado E4, reduzido por 4 elétrons. Ao ligar-se ao cluster, o nitrogênio molecular desloca os dois hidretos (que são oxidados a gás hidrogênio), com consequente redução do ferro +2 ao qual estavam ligados a um ferro no estado de oxidação 0 altamente redutor, que se liga ao N
2
 formando um complexo de dinitrogênio metálico transitório. Esse complexo sofre uma reorganização interna de ligações, com a redução do dinitrogênio pelo ferro zerovalente que resulta no Fe retornando ao estado +2 e a diminuição da ordem de ligação da molécula de nitrogênio de 3 (ligação tripla) para 2 (ligação dupla). O equivalente de ânion N
2
2- resultante captura os hidrogênios ligados aos enxofres resultando num equivalente de N
2H
2
. Uma vez que a forte ligação tripla do gás nitrogênio é desfeita (a qual era a razão de sua inércia química), ele agora pode ser facilmente reduzido para amônia. Ao final do processo, a molécula de dinitrogênio é reduzida a duas moléculas de amônia com formação colateral de uma molécula de gás hidrogênio.

## Isolamento
O isolamento do cofator FeMo da nitrogenase é feito por meio da sedimentação centrífuga da nitrogenase na proteína MoFe e na proteína Fe. O cofator FeMo é extraído pelo tratamento da proteína MoFe com ácidos. A primeira extração é feita com N,N-dimetilformamida e a segunda por uma mistura de N-metilformamida e Na
2HPO
4
 antes da sedimentação final por centrifugação.
O FeMoco em seus vários estágios, contendo vários átomos em baixos estados de oxidação (sulfeto, carboneto, ferro +2 ou mesmo 0, molibdênio +3 ou +4), é bastante vulnerável à oxidação pelo oxigênio atmosférico, de forma a perder as suas atividades catalíticas ou mesmo ter sua estrutura destruída em meio oxidante. Esta vulnerabilidade dificulta seu isolamento e estudos sobre sua atividade como catalisador. 